# Velika loža Litve
Velika loža slobodnih zidara Litve (lita. Lietuvos laisvųjų mūrininkų Didžioji Ložė), najčešće Velika loža Litve (Lietuvos Didžioji Ložė), je regularna slobodnozidarska velika loža u Litvi. Osnovana je 2002. godine uz pomoć Ujedinjenih velikih loža Njemačke.

## Povijest
Nakon ponovnog stjecanja neovisnosti 1990. godine, koje je uslijedilo raspadom komunističkog Sovjetskog Saveza, slobodno zidarstvo u Litvi postupno se obnavlja. Prvi slobodni zidari iz Litve primljeni su 1992. i 1993. godine u Loži "Graditelji mostova" (njem. Loge Die Brückenbauer) u Hamburgu, Njemačka. Članovi ove lože su 27. kolovoza 1993. godine utemeljili prvu ložu u Litvi, Ložu "Renesansa" u Vilniusu. Nakon toga osnovane su još dvije lože u Vilniusu, Loža "Orijent Vilnius" u srpnju 1995. i Loža "Revni Litavac" u svibnju 1999. godine. Sve tri lože u Vilniusu su osnovane pod pokroviteljstvom Velike lože Njemačke (članica Ujedinjenih velikih loža Njemačke).
Uz pomoć Velike lože Njemačke u Vilniusu je 13. travnja 2002. je osnovana Velika loža Litve. Novu Veliku ložu kao regularnu veliku ložu priznala je Ujedinjena velika loža Engleske u 2004. godini.
Nakon toga slijedi i osnivanje prvih loža izvan Vilniusa. U listopadu 2005. godine osnovana je Loža "Sveti Ivan" u Kaunasu, dok je Loža "Memphis kod obeliska" u Klaipėdi osnovana u veljači 2011. godine. Nakon toga osnivaju se još dvije lože u Vilniusu; "Skaryna" (2014.) koja radi na bjeloruskom jeziku i "Adam Mickiewicz" (2017.). Tijekom 2018. godine osnovane su tri nove lože, Loža "Pod jantarnom krunom" u Palangi, Loža "Luk Vilniusa" u Vilniusu i Loža "Zora" u Šiauliaiju. Godine 2019. Loža "Skaryna" se seli u Minsk te 25. svibnja iste godine, skupa s još dvije lože, formira Veliku ložu Bjelorusije.
U Kaunasu je 2022. godine osnovana Loža "Solaris kod Santake". Godine 2024. osnovana je Loža "Do izvora mudrosti", ukupno druga loža u Klaipėdi.

## Ustroj
Sjedište Velika loža Litve je u Vilniusu.

### Lože
U kolovozu 2024. godini pod zaštitom ove velike lože radi 11 loža, od toga su pet u Vilniusu, po dvije u Kaunasu i Klaipėdi, te po jedna u Palangi i Šiauliaiju. Pored ovih, imaju još i istraživačku ložu kao i počasnu ložu u Hamburgu, Njemačka:
- Loža "Graditelji mostova" (Ložė "Die Brückenbauer") br. 1, Hamburg – počasna loža, radi pod zaštitom Velike lože Njemačke i jedina loža u svijetu koja ima članstvo dviju velikih loža.[9]
- Loža "Renesansa" (Ložė "Renaissance") br. 2, Vilnius – nosi naziv po Renesansi, razdoblju u književnosti i umjetnosti; osnovana je 1993. godine kao loža br. 996 pod zaštitom Velike lože Njemačke.
- Loža "Orijent Vilnius" (Ložė "Vilnius Orient") br. 3, Vilnius – osnovana je 1995. godine kao loža br. 1009 pod zaštitom Velike lože Njemačke.
- Loža "Revni Litavac" (Ložė "Uolusis Lietuvis") br. 4, Vilnius – nosi naziv po vilniuskoj loži utemeljenoj 1780. godine; osnovana je 1999. godine kao loža br. 1018 pod zaštitom Velike lože Njemačke.
- Loža "Sveti Ivan" (Ložė "Šventas Jonas") br. 5, Kaunas – nosi naziv po Svetom Ivanu.
- Loža "Memphis kod obeliska" (Ložė "Memfis prie obelisko") br. 6, Klaipėda – nosi naziv po klaipėdskoj loži utemeljenoj 1776. godine.[10]
- Loža "Adam Mickiewicz" (Ložė "Adomas Mickevičius") br. 8, Vilnius – nosi naziv po Adamu Mickiewiczu, poljskom pjesniku.
- Loža "Pod jantarnom krunom" (Ložė "Po gintarine karūna") br. 9, Palanga
- Loža "Luk Vilniusa" (Ložė "Vilnius Arch") br. 10, Vilnius – radi na engleskom jeziku.
- Loža "Zora" (Ložė "Aušra") br. 11, Šiauliai
- Loža "Solaris kod Santake" (Ložė "Soliaris prie Santakos") br. 12, Kaunas
- Istraživačka loža (Mokymo ložė) br. 13 – ova istraživačka loža nema poseban naziv.
- Loža "Do izvora mudrosti" (Ložė "Prie išminties versmės") br. 14, Klaipėda

U okviru ove velike lože radile su i:
- Loža "Skaryna" (Ložė "Skaryna") br. 7, Vilnius – nosila je naziv po Francysku Skaryni, bjeloruskom učenjaku i radila je na bjeloruskom jeziku; izdvojila se 2019. godine i formirala Veliku ložu Bjelorusije.

### Uprava
Velikom ložom Litve upravlja veliki majstor (lita. Didysis Meistras) koji se bira na trogodišnje razdoblje.
- Kazys Paulikas (oko 2021.)[11]

### Međunarodna suradnja
Velika loža sudjeluje u radu Svjetske konferencije regularnih masonskih velikih loža. Također, potpisala je povelje o prijateljstvu i međusobnom priznavanju s preko 60 regularnih velikih loža.

### Obredi
Primarni obred Velike lože Litve je Schröderov obred.  Velika loža upravlja simboličkim stupnjevima plave lože (učenik, pomoćnik i majstor) i delegira upravljanje visokim stupnjevima na dodatna tijela i redove.

## Pridružena tijela i redovi
Upravljanje visokim stupnjevima ova velika loža provodi kroz pridružena tijela i redove od kojih svaki predstavlja jedan obred a na temelju potpisanih konkordata.
- Vrhovno vijeće Drevnog i prihvaćenog škotskog obreda za Litvu – nadležno za rad Škotskog obreda.

## Vanjske poveznice
- Službena stranica